# Hans-Otto Schmidt

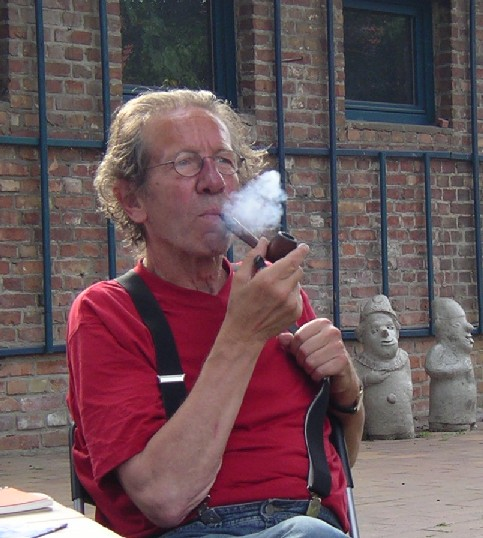
Hans-Otto Schmidt, 2009

Hans-Otto Schmidt (* 15. Mai 1945 in Bützow; † 21. April 2025 in Berlin-Buch) war ein deutscher Maler.

## Leben
Hans-Otto Schmidt wurde 1945 als jüngstes von sechs Kindern des Pastors Otto Schmidt in Bützow in Mecklenburg geboren. 1948 zog die Familie nach Kladrum bei Parchim und 1958 nach Ludwigslust. 1961 wurde Hans-Otto Schmidt von der Erweiterten Oberschule verwiesen und begann eine Lehre als Tischler. 1963 trat er ins Kirchliche Proseminar in Naumburg ein. Nach Wehrdienst und Berufstätigkeit als Möbeltischler war er Bühnenhandwerker am Landestheater Halle und nach seinem Umzug nach Berlin ab 1965 Tischler an verschiedenen Berliner Theatern. In diesem Jahr begann er auch als Autodidakt seine künstlerische Tätigkeit.
1972 erfolgte die Aufnahme in den Verband Bildender Künstler der DDR. Seine Mentoren waren u. a. Konrad Knebel, Harald Metzkes und Otto Niemeyer-Holstein.
Trotz Behinderungen durch die DDR arbeitete er ab 1975 als freischaffender Maler. 2001 verließ Hans-Otto Schmidt Berlin. Danach lebte und arbeitete er in Luisenhof (Uckermark).

## Rezeption
„Der Maler hat sich bereits zu DDR-Zeiten einen Namen gemacht und gilt als Meister der Stille und Weite. Seine Bilder wirken durch kontemplative und magische Ausstrahlung. Seine warmen, meist gedeckten Farben zeigen Landschaften im leuchtenden Licht. Neben Stillleben und Interieurs sind in seinem Werk Stadtlandschaften ein Thema.“
„Schmidts Motive sind die Häuser seines Stadtbezirks und die uckermärkische Landschaft. Im Unterschied zu Konrad Knebel verwendet Hans-Otto Schmidt kaum lineardifferenzierte Binnenstrukturen, ebensowenig tiefe Perspektiven. Die nüchternen und zumeist menschenleeren Straßen fliehen in die Fläche, Staffage gibt es nicht, die Häuser zeigen keine Reklameinschriften. Ihre Nacktheit weist auf die Kunst des Werner Heldt. Schmidts Kompositionen spannen sich durch klare, jedoch nicht plastisch hervortretende oder graphisch eingekantete Flächen zu einer Festigkeit der Konstruktion, aus der die kühle Zärtlichkeit der auf wenige Töne reduzierten Farbe kommt. Darin liegt die Spezifik des poetischen Berlin-Bildes von Hans-Otto Schmidt.“

## Ausstellungen (Auswahl)
- 1975 bis 1989: sieben Bezirkskunstausstellungen, Berlin
- 1976: Leonhardi-Museum, Dresden
- 1977: Galerie im Stadthaus
- 1978: Galerie Junge Kunst („Junge Künstler der DDR“), Frankfurt/Oder
- 1984: Galerie im Alten Museum, Berlin
- 1980: Ausstellungszentrum am Fernsehturm („Retrospektive Berlin“), Berlin
- 1987: Ephraim-Palais („Das Bild der Stadt Berlin von 1945 bis zur Gegenwart“), Berlin
- 1987/1988: X. Kunstausstellung der DDR, Dresden
- 1990: Greifengalerie, Greifswald
- 1992: Galerie am Savignyplatz, Berlin
- 1999: K.A.P. – Kunstverein auf dem Prenzlauer Berg, Berlin
- 1995: Galerie am Wasserturm, Berlin und Galerie Leo Coppi, Berlin
- 2010: Burg Klempenow, Breest-Klempenow
- 2015: Kurt-Tucholsky-Literaturmuseum, Rheinsberg
- 2015: Galerie im Café Canapé, Berlin
- 2016: Land, Stadt, Land – Blicke auf Berlin und Brandenburg – Bilder aus der Sammlung des Rundfunk Berlin-Brandenburg, mit Otto Antoine, Ralf Berger, Manfred Besser, Lutz Brandt, Manfred Butzmann, Christo, Klaus Fußmann, Rolf Händler, Thomas Hartmann, Ingo Kühl, Harald Metzkes, Arno Mohr, Kurt Mühlenhaupt, Karl Oppermann, Barbara Raetsch, Frank Rödel, Karin Sakrowski, Herbert Tucholski, Ulla Walter u. a., Kunstgalerie Altes Rathaus, Fürstenwalde
- 2019: Galerie des Kulturvereins Feldberger Land e.V., Feldberg

## Öffentliche Sammlungen und Museen mit Werken Schmidts (Auswahl)
- Berlinische Galerie[5]
- Nationalgalerie Berlin (u. a. „Stadtlandschaft im Winter“, Öl auf Leinwand, 1978)[6]
- Deutscher Bundestag
- Stiftung Kunstforum Berliner Volksbank